# TRIM13
TRIM13 (англ. Tripartite motif containing 13) – білок, який кодується однойменним геном, розташованим у людей на 13-й хромосомі. Довжина поліпептидного ланцюга білка становить 407 амінокислот, а молекулярна маса — 46 988.
| 10         |  | 20         |  | 30         |  | 40         |  | 50         |
| ---------- |  | ---------- |  | ---------- |  | ---------- |  | ---------- |
| MELLEEDLTC |  | PICCSLFDDP |  | RVLPCSHNFC |  | KKCLEGILEG |  | SVRNSLWRPA |
| PFKCPTCRKE |  | TSATGINSLQ |  | VNYSLKGIVE |  | KYNKIKISPK |  | MPVCKGHLGQ |
| PLNIFCLTDM |  | QLICGICATR |  | GEHTKHVFCS |  | IEDAYAQERD |  | AFESLFQSFE |
| TWRRGDALSR |  | LDTLETSKRK |  | SLQLLTKDSD |  | KVKEFFEKLQ |  | HTLDQKKNEI |
| LSDFETMKLA |  | VMQAYDPEIN |  | KLNTILQEQR |  | MAFNIAEAFK |  | DVSEPIVFLQ |
| QMQEFREKIK |  | VIKETPLPPS |  | NLPASPLMKN |  | FDTSQWEDIK |  | LVDVDKLSLP |
| QDTGTFISKI |  | PWSFYKLFLL |  | ILLLGLVIVF |  | GPTMFLEWSL |  | FDDLATWKGC |
| LSNFSSYLTK |  | TADFIEQSVF |  | YWEQVTDGFF |  | IFNERFKNFT |  | LVVLNNVAEF |
| VCKYKLL    |  |            |  |            |  |            |  |            |

A: Аланін

C: Цистеїн

D: Аспарагінова кислота

E: Глутамінова кислота

F: Фенілаланін

G: Гліцин

H: Гістидин

I: Ізолейцин

K: Лізин

L: Лейцин

M: Метіонін

N: Аспарагін

P: Пролін

Q: Глутамін

R: Аргінін

S: Серин

T: Треонін

V: Валін

W: Триптофан

Кодований геном білок за функцією належить до трансфераз. 
Задіяний у таких біологічних процесах, як убіквітинування білків, альтернативний сплайсинг. 
Білок має сайт для зв'язування з іонами металів, іоном цинку. 
Локалізований у мембрані, ендоплазматичному ретикулумі.